# كولتون موراي
كولتون موراي (بالإنجليزية: Colton Murray)‏ هو لاعب كرة قاعدة أمريكي، ولد في 22 أبريل 1990 في أوفرلاند بارك في الولايات المتحدة.

## وصلات خارجية
- كولتون موراي على موقع دوري كرة القاعدة الرئيسي (الإنجليزية)
- كولتون موراي على موقعبيزبول رفرنس.كوم (الدوري الرئيسي) (الإنجليزية)
- كولتون موراي على موقعبيزبول رفرنس.كوم (الدوري الثانوي) (الإنجليزية)